# Trichosalpinx arbuscula
Trichosalpinx arbuscula är en orkidéart som först beskrevs av John Lindley, och fick sitt nu gällande namn av Carlyle August Luer. Trichosalpinx arbuscula ingår i släktet Trichosalpinx och familjen orkidéer. Inga underarter finns listade i Catalogue of Life.

## Bildgalleri

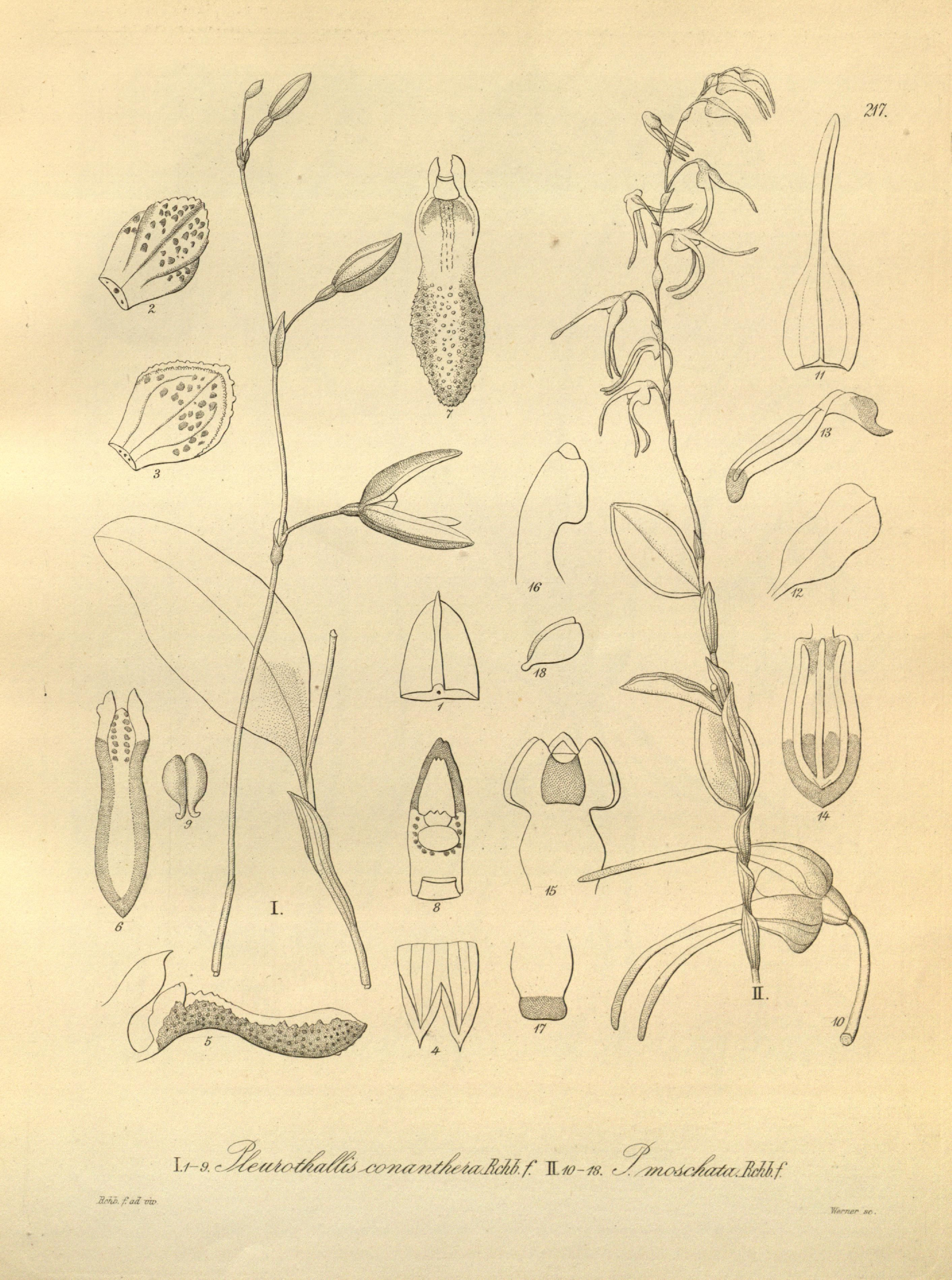